# Elkhead, Missouri

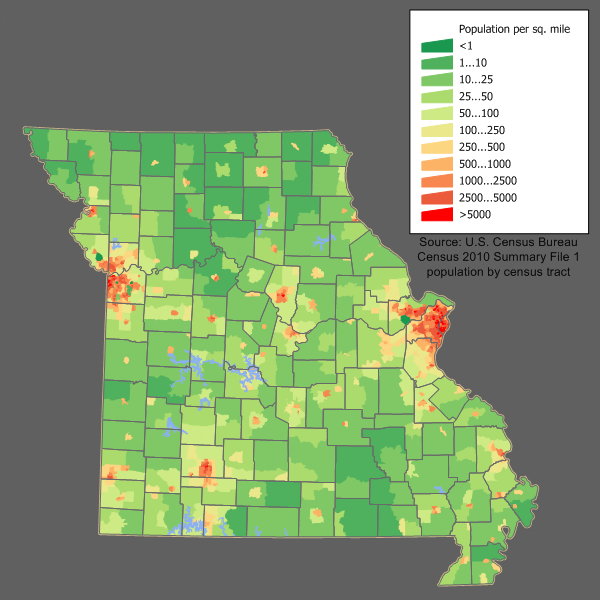
Harta populației statului

Elkhead este o localitate neîncorporată situată parțial în două comitate, în nordul comitatului Christian, respectiv în sudul comitatului Webster, statul Missouri, Statele Unite ale Americii.
Elkhead se găsește pe drumul statal Route 14 (Missouri) la circa 31 km (sau 16 mile) de orașul Ozark. A avut în trecut un oficiu poștal cu un Cod ZIP având numărul 65643, dar actualmente serviciile poștale sunt deservite de oficiul poștal din orașel Sparta.
Elkhead este parte a zonei metropolitane din jurul orașului Springfield, Missouri, numită Springfield, Missouri Metropolitan Statistical Area.